# Stazione di Civita d’Antino-Morino
Stazione di Civita d'Antino-Morino vasútállomás Olaszországban, Civita d’Antino településen.

## Vasútvonalak
Az állomást az alábbi vasútvonalak érintik:
- Avezzano–Roccasecca-vasútvonal

## Kapcsolódó állomások
A vasútállomáshoz az alábbi állomások vannak a legközelebb:
- Stazione di Civitella Roveto
- Stazione di Morrea-Castronovo-Rendinara